# Giełgudyszki
Giełgudyszki (lit. Gelgaudiškis) – miasto na Litwie, położone w okręgu mariampolskim, 15 km od Szaków.

## Historia
W XV wieku teren folwarku Giełgudyszki  położonego na wysokim brzegu Niemna należał do królewskich dóbr  skirstymońskich. W 1504 r.  król Aleksander Jagiellończyk darował je swojemu sekretarzowi Sapieżycowi protoplascie rodu Sapiehów. Następnie dobra były własnością Massalskich, Dembińskich, Oziembłowskich, Giełgudów, Czartoryskich, baronów pruskich von Keudell, Komarów - którzy byli właścicielami do I wojny światowej. W okresie międzywojennym majątek rozparcelowano, a w pałacu mieścił  się dom dziecka, później szkoła.
Za Królestwa Polskiego istniała wiejska gmina Giełgudyszki.
Klasycystyczny pałac wybudowali w I poł. XIX wieku von Keudellowie. Po pożarze w 1979 r. pałac odbudowano, obecnie opuszczony. Zachowało się kilka budynków  dawnego majątku, które są otoczone ogrodem dworskim o pow. 24 ha i parkiem leśnym o łącznej powierzchni 112 ha porastającym zbocza doliny Niemna.
W Giełgudyszkach w 1812 roku urodził się Hieronim Kajsiewicz – polski kaznodzieja, współzałożyciel zakonu Zmartwychwstańców, pisarz religijny.

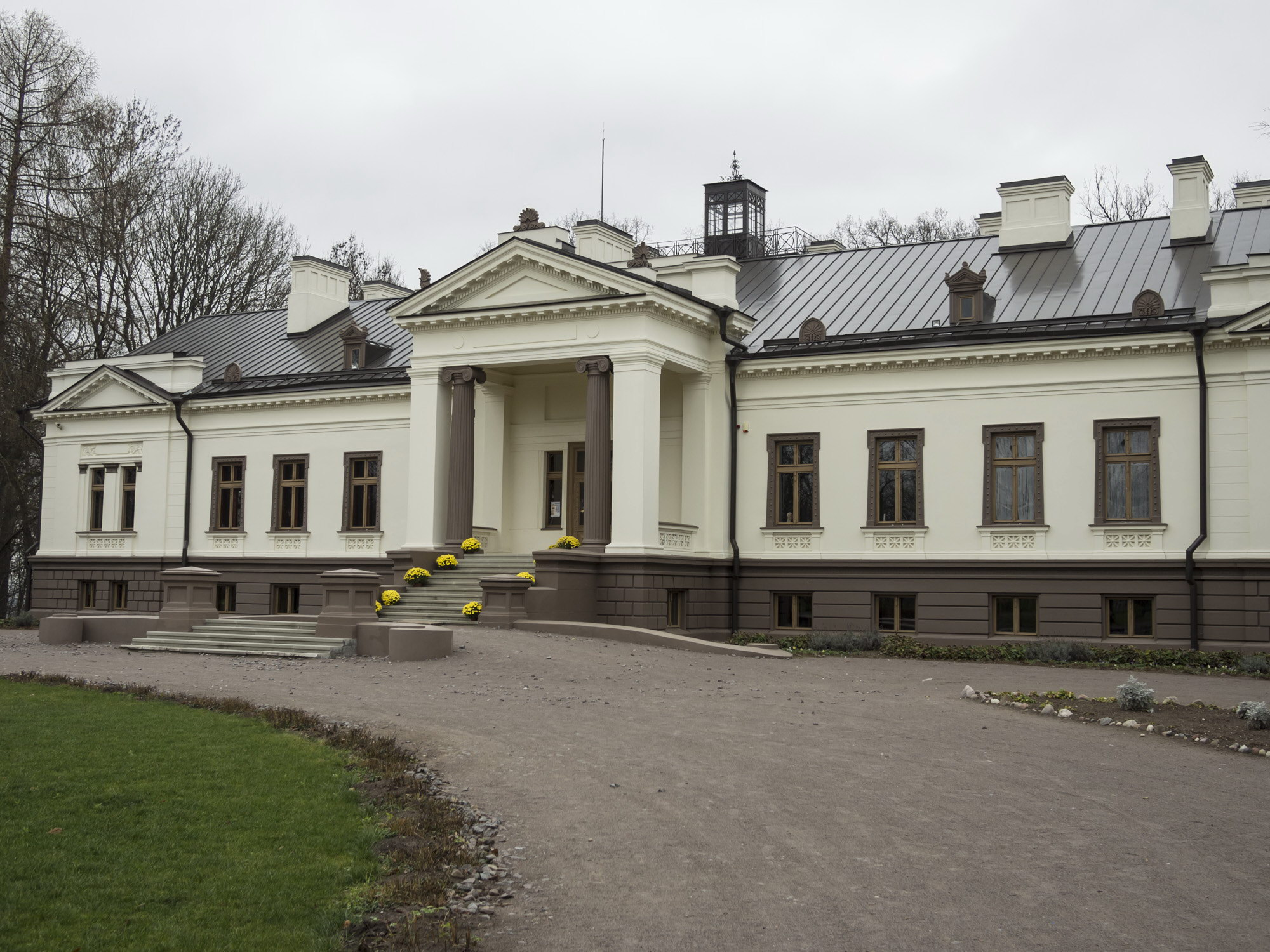
Pałac w Giełgudyszkach po restauracji